# Hellzapoppin’

„Hellzapoppin' - Itt bármi megtörténhet és talán meg is fog történni.”

–  (a főcímdal refrénje)

A Hellzapoppin’ 1941-ben készült amerikai film (magyar címe Ördögéknél) a Nat Perrin által írt Broadway-vígjáték filmváltozata. A darab és a film is abszurd humoráról és zseniálisan akrobatikus táncbetéteiről híresült el – a vígjáték kifejezetten sikeres,  hosszú ideig játszott darab volt (levételekor a leghosszabb időn keresztül futó darab volt a Broadway-n, habár erről a trónról néhány év múlva letaszították; és máig a top 100 legsikeresebb darab közt van  ), a Pig Foot Pete c. dalbetét miatt (a filmbe nem kerülhetett bele) Oscar-jelölést is kapott; musical műsorról való levételével azonos évben megjelent film jóval kevésbé volt sikeres, de anyagilag mégis akkora hasznot hozott a készítőknek, hogy még három hasonló (azóta lényegében elfeledett) filmet készítettek (Crazy House, Ghost Catchers, See my Lawyer). 
A cím a harmincas-negyvenes évek amerikai köznyelvének egyik kifejezéséből ered, a hell popping up vagy hell(s) (a-)popping („a pokol felbukkanása / előugrása”) olyan hétköznapi szituációkat jelöl, amelyek kaotikusak, mozgalmasak, nehezen követhetőek – mint pl. egy veszekedés, egy akciódús és fordulatos sportmérkőzés, egy váratlan problémákkal teli építkezés, egy hadi ütközet stb. (nem lehet azt mondani, hogy egyértelműen negatív a szó jelentése). A hellzapopin ennek az idiómának a (még inkább) szlengesített változata, amelyet a korabeli újságírás (is) rendszeresen használt, mára kikopott az amerikai köznyelvből, de azért vannak példák a használatára.  Magyar nyelven az „ ez tiszta őrültekháza” idióma áll értelmileg legközelebb az amerikai angol kifejezéshez.

## Bővebben
Főszereplői két vaudeville-komikus, Ole Olsen és Chick Johnson. Ez a legismertebb és legsikeresebb filmjük. Továbbá játszik még a filmben Martha Raye, a korszak sikeres és elismert női komikusa; Mischa Auer, valamint a Three Stooges-ből ismert Shemp Howard is. Egy kameo erejéig megjelenik a film végén Dale Van Sickle, a korszak egyik sztárkaszkadőre, ő alakítja a Frankenstein-szörnyet, aki egy dobással visszasegíti Martha Raye-t a revüszínpadra. 
Olsen és Johnson is képzett és/vagy gyakorlott zenészként kezdték előadói pályafutásukat, de a nagy recesszió és világválság éveiben hamar rájöttek, hogy a nevettetést is az előadásba vonó szórakoztatóiparban sokkal több pénz van, mint a puszta zenében. Hamarost akként – ti. humoristaként – társultak és saját műsort alakítottak ki, amely abszurd, improvizatív, performance jellegű – elsősorban a tekintetben, hogy építkezett a közönség bevonására, pontosabban inkább felhasználására – és a verbalitás mellett sok vizuális elemet tartalmazott (pl. állatok szerepeltetését, műcsirkék lelövését puskával vagy pisztollyal és más effélét). Hollywood vevő volt erre a humorra, először a Republic Pictures-nél készített három meglehetősen sikertelen filmet a páros, majd óriási szerencséjükre találkoztak Nat Perrinnel, aki segített nekik Anything Goes, majd Hellzapoppin' néven futó élő műsorukat egyesíteni a Broadway musical műfajával. A komoly sikert aratott Hellzapoppint revünek vagy musicalnek nevezik a krónikások, de valójában egy hibrid előadás volt, amely megőrizte a duó élő fellépéseinek erősen improvizatív jellegét – sohasem volt két egyforma előadás – valamint műfaji eklektikusságát (valahol a revü, a musical, ezek paródiája, a stand-up, az állatcirkusz és a burleszk között, minden elemet felvonultatott a show), abszurd és interaktív, közönségbevonó voltát. Fennmaradt a krónikákban, hogy az egyik a közönség soraiból a színpadra hívott hölgy úgy megsértődött egy durva gegen, hogy esernyőjével nekiment a körülötte lévő szereplőknek; ez a jelenet ezután a show profi színészek alakította kötelező elemévé vált a következő előadásokban. A showban feltűnt rengeteg jelenet, amik a filmben is felismerhetőek a film végén lévő hosszas revü-színen (vagy revüparódia-színen), a táncosok szoknyájának szélgéppel való fellibentésétől vagy elvesztésétől kezdve az álvéletlen baleseteken, dobba eséseken, állatok okozta káoszon kívül egészen a bűvésztrükkökig. Szerepeltek azonban olyan elemek is, amik a filmből kimaradtak: kötelező volt pl. minden előadáson, hogy egy jegyárus végigmenjen a nézőtéren és „egy jóval érdemesebb show-ra” áruljon jegyeket (a jegyek és a reklámozott előadások valódiak voltak). 
A Broadway-show sikerén felbuzdulva az Universal Pictures rávette a duót, hogy filmesítsék meg a Hellzapoppin't, azonban a páros kételkedett abban, hogy ez megvalósítható-e. És ezzel elő is állt a film egyik központi témája, amely ironikusan, sokszor szarkasztikusan reflektál magára a film műfajára, illetve magára a konkrét filmre. A Hellzapoppin' a „posztmodern” dekonstrukció és az anarchista „anything goes”-szemlélet előfutára lehet ugyan, de ez nem életidegen elméleti, metafizikai és szociológiai megfontolásokból fakadó ideológiai követelmény volt, ez Olsentől és Johnsontól idegen volt, inkább teljességgel praktikus és technikai problémákat jelenített meg.

### Cselekmény

#### Bevezetés
A film, amely egy horrorisztikusból gyorsan komikusba és abszurdba forduló pokolábrázolással (pokol = hell) kezdődik, talán hogy a saját címét egy jelenet erejéig szemmel is láthatóvá és szó szerintivé tegye, egyszerre a film alapjául szolgáló Broadway-musical elkészítésének (hamis, fiktív és nagymértékben ironikus) háttértörténete, illetve musicalből filmmé adaptálásának – groteszk, és börleszk-szerű poénokkal telezsúfolt paródiája. De nem werkfilmről van szó, hanem abszurd komédiáról, amely állandóan játszik a fiktívvel és valóssal, reálissal és irreálissal, narrációval (ide-oda ugrálva a narrátorok és a narrált karakterek és események között, sokszor hirtelen fel is cserélve őket), a színpad és nézőtér viszonyával, és gyakorlatilag bármilyen más dramaturgiai, módszertani és technikai eszközzel, ami egy musical, illetve film elkészítése kapcsán szóba jöhet. 
A nyitó jelenet a főcímdal előtt kap helyet, ebben a tekintetben a Hellzapoppin nagyon modern film. A filmkészítők logója után a Louie nevű szereplő jelenik meg (később kiderül, hogy ő Ole Olsen unokaöccse, akit Olsen protezsált az állásába), amint befűz egy filmszalagot a vetítőgépbe; miközben arról panaszkodik, hogy ő mozigépész, és nem akart színész lenni ebben a filmben. Ezután megelevenedik a filmszalag tartalma: egy csapat estélyi ruhás – kosztümös táncosnő énekli egy színpadon a főcímdalt, miközben egy lépcsőn mennek lefelé; hirtelen megcsúsznak és hosszú zuhanás után, miközben a stáblista látható, a Pokolba zuhannak. A Pokolban folytatódik a revü: fürdőnadrágos ördögök végzik dalolva és táncolva szokásos munkájukat – nőket forgatnak nyárson, késeket köszörülnek és tüzeket gyújtanak, akrobatikus tánc közben szurkálnak vasvillával különféle embereket, akik ennek ellenére elég vidámak – mígnem hirtelen egy taxi hajt a helyszínre, és egy sereg háziállat kíséretében Olsen és Johnson huppan ki az autóból. 

„„Ez az  első taxisofőr, aki egyenesen oda ment, ahová küldtem.””

– Olsen &  Johnson nyitó sorai.

Ezután egy sor többé-kevésbé gyermeteg kabarépoén és geg következik – ezek közül főleg a Louie közreműködésével lezajló filmvisszatekeréses jelenet említésre méltó, amikor először törik át a „negyedik fal” a filmben – majd amikor egy bosszantó mellékkaraktert üldözni kezd a páros, hirtelen beleszaladnak a jelenetet forgató kamerába és stábba, és a filmstúdióban találják magukat, ahol a film készül. Itt az eddig előadott műsor értelmetlenségétől és a stúdióban zajló káosztól (feltűnik számtalan más esemény között két, a Broadway-műsorban is elmaradhatatlan geg, a fakereskedő vagy „Mrs. Jones-ember”, valamint az „Oscar-nő”, aki a férjét keresi szüntelenül – őket a színdarabban egyébként sokszor Olsen és Johnson rokonai játszották) idegállapotba került Rendező kioktatja a főszereplőket arról, hogy egy filmbe megfelelő cselekményt kel rakni, s az sem árt, ha ez a nézők feltételezhető elvárásainak szolgaian megfelel – egyszóval romantikus – még ha sablonos is. (Egyébként ez valós eseményeket tükröz és gúnyol ki szarkasztikusan: Olsen és Johnson több bukott, lényegében a rendezők által rájuk erőltetetten sablonos filmet csináltak a Hellzapoppin' előtt több hollywoodi stúdióban, ahol efféle tárgyalásokkal töltötték idejük jelentős részét). Rövid idő alatt meg is győzi az eleinte ellenkező komikusokat – akik rutinos előadók ugyan, de a filmkészítés terén nem igazi szakemberek. Az Író segítségével a Rendező ismertetni kezdi a darab / film cselekményét, elmondja, hogy a cselekmény szerint Olsen és Johnson az egyik főszereplő, egy tervezett musical / revü írásával foglalkozó Jeff Hunter jó barátai és Hollywoodba bejáratos emberekként a segítői lesznek, majd egy látványtervet rak ki a táblára, ami egy házat ábrázoló fénykép. A fénykép hamarosan mozgóképként elevenedik meg, és Olsen és Johnson meglátják magukat is szereplőként – s rövidesen, pár filmtrükk után (pl. Kitty Rand, a betéttörténet női főszereplője leszól a filmvászonról, hogy elmondja, a családja „gusztustalanul” gazdag) a kamera ráfókuszál a filmben-filmre, és az események a Rand-rezidencián folytatódnak, ahol estélyre és Rand eljegyzésére készülnek.

#### A Rand-rezidencia
A gazdag családból való Kitty Rand egy Jeff Hunter nevű fiatalemberbe szerelmes, és Jeff is szereti. Ám a Rand szülők egy másik fiúhoz, Jeff jó barátjához, a kissé szerencsétlen és lusta, de gazdag Wood Taylorhoz akarják adni a lányt. Jeff musical-producerként akar sikeres lenni, és úgy gondolja, ha befut a darabja, akkor elég híres lesz ahhoz, hogy elvehesse Kittyt. 

„ Johnson: „-Miért nem veszi egyszerűen csak feleségül” 
 Rendező: „-Nem akarja, hogy azt mondják, pénzért házasodik. Nem fog belemenni a kapcsolatba, míg anyagilag független nem lesz. Ez film, tudja.” 
 Johnson: „-Ez hülyeség.” ”

– (párbeszéd a filmből

Sem Kitty, sem Jeff nem merik elmondani senkinek, hogy éreznek egymást iránt, nehogy megsértsék Wood érzéseit. Megérkezik még a színre Betty Johnson, Chic Johnson nővére, aki, mint kiderül, férfifaló (nimfomániás, bár ezt a negyvenes években valószínűleg nem illett kimondani) és emiatt sokszor kellemetlen botrányokba keveredik, valamint már a Rendező jelenete alatt bemutatták a nézőnek Pepi herceget, Randék egyik vendégét, aki valódi orosz arisztokrata létére szélhámost játszik, aki orosz arisztokratának adja ki magát (hogy érdeklődést keltsen). Jeff és Kitty egy dalbetétnek látszó díszletépítési jelenet közben meglehetősen összemelegednek, Pepi egy félreértés miatt ajánlatot tesz Bettynek, de amikor kiderül, hogy a lány egyáltalán nem gazdag, akkor menekülni kezd előle. Számos gegen és jeleneten át Pepi végül Kitty szobájában találja magát, és a lánynak is megkéri a kezét, aki Betty szobájába menekül előle, ahová Pepi üldözi – itt azonban szembe találja magát Bettyvel, és visszamenekül Kitty szobájába, ahová Betty követi és gyakorlatilag megerőszakolja. Viszont Johnson, Olsen és Wood is csak az ablakban ordítozó árnyalakokat látja, és azt hiszik, Kitty és Pepi vannak együtt – emiatt a komikusok úgy döntenek, hogy Kitty nem érdemli meg Jeffet, és szabotálni fogják Jeff műsorát, hogy megmentsék ettől a ... „CENSORED” nőtől. (A filmben a többszöri kísérlet ellenére nem mondják ki a „prostituált” szó semmilyen szinonimáját, hanem filmszakadás vagy különféle képkocka-átmenetek eredményeképp a „censored” felirat jelenik meg helyette, újabb vizuális gegként).   
Mindeközben a burleszkszerű üldözési jeleneteket és párbeszédeket állandóan megszakítják a szintén burleszkszerű, a cselekmény szerves részét szándékosan nem képező gegek, nemkívánatos statiszták, szóviccek, filmtrükkök, továbbá azok a dal-és táncbetétek, amelyek folyamatosan maguk is megszakadnak, vagy átmennek a saját paródiájukba – vagy csak egyszerűen ott vannak, mert a főszereplők éppen azon a helyszínen tartózkodnak. A kerettörténet szerint Olsen és Johnson például kellékeket gyűjtenek és leltároznak a film számára, de ezt természetesen nem kell és nem szabad komolyan venni, csak ürügy a további szertelen bolondozásra.
Jellemző a film groteszk és önironikus szemléletmódjára, hogy a film végén a Jeff által prezentált korrekt, de meglehetősen sablonos revüműsor káoszba és a saját paródiájába fordul, mert a két „segítőként” a filmbe írt komikus a már említett okok miatt szabotálni próbálja – színpadra nem illő elemeket visznek a színpadra, pl. egy óriási létrát, egy izgalmas krimit olvasó statisztát, a revü macskákat szerepeltető részében kutyákat engednek a színpadra, a szólóénekes Betty kezébe robbanó petárdát adnak, de szerepelnek az olyan, némafilmekből és a későbbi rajzfilmes toposzokból jól ismert elemek, mint pl. a beragasztózott kellékek, a tüsszentőporral beszórt virág, a szélgéppel fellibentett illetve kikapcsolt rögzítők miatt leeső szoknyák, a színpad kijáratának eltorlaszolása stb. – és persze feltűnnek a már rendszeresnek mondható „véletlenszerű” statiszták is, mint pl. a Mrs. Jonest kereső növénykereskedő); vagyis a film elejének „hellzapoppin'” hangulata visszatér a film végére – de épp a totális káosz, a sikertelenség hozza meg a darab sikerét, mert a közönséggel együtt a gazdag mecénás is fetreng a röhögéstől. A film abszurditása is elfogadhatatlanná, a cselekmény keretébe nyilvánvalóan nem illővé fokozódik, ugyanis kiderül, hogy az egyik statisztaként felbukkanó medve, akit le akarnak lőni, emberi beszédre képes (szövege: „Ezt elhibáztad!”), ezt látva két beszélő kutya (akik a revü statisztái vagy kellékei voltak) rövid párbeszédben kitárgyalja, hogy egy beszélő medve milyen nonszensz: a Hellzapoppin' világának totális káoszában (amelynek láttán sok mai kritikus felveti, hogy a film a posztmodern előfutára) a segítség szabotázs és a szabotázs segítség, a siker kudarc, de a kudarc siker, a történetről kiderül, hogy zagyvaság, de a zagyvaság végső soron maga a történet; a komikusok kiesnek a nekik megírt szerepből, hogy segítsenek Jeffnek, de ezzel beleesnek a betétfilmnek helyet adó „metafilmben” játszott szerepükbe, hiszen komikusok lévén éppenséggel bohóckodniuk illik; a reális irreálisba fordul, de a film mintegy védekezésképp a reális védelmében, deklarálja, hogy ez milyen irreális – a deklaráció módja azonban ismét teljesen irreális; minden fogalom a saját ellentétébe fordul és onnan vissza – nincs határ, csak egyetlen dolog abszolút: a humor és a kacagás. A mecénás végül is aláír egy csekket Jeff számára.

#### Befejezés
A záró jelenetben a rendező felelősségre vonja az írót, hogy micsoda marhaságot kíván filmként eladni, mire az író teljesen indokoltan azzal védekezik, hogy a színpadi forrásdarab extrém sikert aratott, maga is látta a Broadway-n, és nagyon vicces volt – a rendező azonban a beszélő kutyákon és mágikusan láthatatlanná váló színészeken nem tudván túltenni magát, pisztolyt ránt és szó szerint szitává lövi az írót. Azonban az fiatal kora ellenére járatos a filmes világban, mint mondja, a filmstúdiók környékére sem jár golyóálló mellény nélkül. Így esze ágában sincs meghalni, ám paradox módon az általa lehajtott pohár víz kicsurog a testébe ütött lyukakon. Ezzel záródik a film, a jelenet lehet egy újabb szándéktalanul vagy szándékosan értelmetlen poén, vagy reflektálhat korábbi jelenetekre, mint pl. a westernfilm-betét, melyben a két komikus a gépész és szíve hölgye veszekedése miatt, melynek során a hölgy filmszalagokkal próbálja megfojtani, és így összekeverednek a szalagok, egy veszélyes indiános csata kellős közepébe kerül – az író látta a jelenetet, és tudván, hogy ez vele is megtörténhet, golyóálló mellényt vett. De az is lehetséges, hogy az író, lévén a film írója, egész egyszerűen tudta, hogy a film végén lelövik, hiszen ő írta a filmet, és így ő írta a filmbe a golyóálló mellényt is. Nem derül ki, de mivel itt bármi megtörténhet, akármelyik magyarázat igaz lehet, a lényeg, hogy a néző soha ne felejtsen el nevetni.

### Stílus
A filmnek több forgatókönyv-változata fennmaradt, a végső változatot 1938-ban írta a két főszereplő, Olsen és Johnson. A forgatókönyv és a film összevetéséből kiderül, hogy a filmbeli dialógusok és poénok gy része improvizatív jellegű volt – ez jellemző volt az Olsen & Johnson -páros élő fellépéseire és valószínűleg a Broadway musicalra is – habár a poénok más részét nem a színpadon találták ki, hanem más komikusok vicceit és közkeletű poénokat is felhasználtak, afféle vicckönyvtár vagy repertoár mentén – ez a korszak komikusaira általánosan jellemző volt. 
A Hellzapoppin' szándékosan építkezik a nonszensz és a groteszk stíluselemekre, egységes cselekmény helyett inkább csak poénok és gegek gyorsan pergő, és egymással logikai kapcsolatban nem mindig álló – sőt mindenféle összefüggést szándékosan dekonstruáló – sorozata. A történet megalkotására való törekvés és a stáb különféle illetékes embereivel való tárgyalás ez ügyben például maga is a történet része, mintha a film a saját elkészítésének előzményeiről szólna. Jellemző, hogy első nézéskor nagyon nehéz megérteni, hogy milyen cselekményrészletek lényegesek vagy lényegtelenek tulajdonképpen, a film egyik jellemzője ennek a különbségnek a tudatos dekonstruálása. Pl. a pokolbéli kezdőjelenet egyik eleme sem látszik lényegesnek, az ördögök és elkárhozottak, a taxi és a törpe taxisofőr sohasem térnek vissza, ugyanakkor mivel a főszereplők felrobbantják a törpe sofőr autóját, kiszólnak a gépész-operatőrnek, hogy tekerje vissza a filmet, hogy kijavíthassák a jelenetet, közben a gépész éppen egy testes hölgynek udvarol – a gépész utasítgatása visszatérő eleme lesz a filmnek, egy későbbi jelenetben pl. nem hajlandó a főszereplőket követni a kamerával, hanem notóriusan különféle csinos miniszoknyás vagy fürdőruhás hölgyekre fókuszál. Ez nem viszi előre a cselekményt, éppenséggel szándékosan hátráltatja, ami miatt a főszereplő már ököllel fenyegeti a gépészt – miáltal a cselekmény hátráltatásából a fim cselekménye lesz. A cselekményt ugyanakkor nagyrészt az ilyen gegek adják, nem a tulajdonképpeni történet – emiatt kérdésessé válik, hogy beszélhetünk-e „tulajdonképpeni” cselekményről: a két főszereplő nézőpontjából ugyanakkor, amit a film elején ki is mondanak: mivel a film címe hellzapoppin, azaz „őrültekháza”, eleve az a természetes és szakszerű, hogy ne legyen szokványos értelemben vett, logikusnak tűnő cselekmény; ha lenne, pont akkor nem felelne meg a film a saját címének, vagyis akkor van adekvát története a filmnek, ha nincs adekvát története a filmnek. A film erre a kérdésre még más helyeken is explicite rárefrektál, az egyik technikus pl. agyonlövi magát, amikor meghallja, hogy ezt a zűrzavart addig kell kibírnia, míg be nem fejezik a filmforgatást, míg az egyik statiszta (ld. lentebb) annak a véleményének ad hangot, hogy a film ... voltaképp nem film (hanem, kimondatlanul: trash).
A ritkább fekete humor mellett a film a komikum minden fajtáját felvonultatja a helyzetkomikumtól (jó példa Mischa Aurer, azaz Pepi gróf, a darab egyik vezető balett-táncosa, aki hogy érdekesnek tűnjön, szélhámosnak teteti magát, aki egy orosz gróf szerepében tetszeleg – miközben tényleg orosz gróf, de arról úgy gondolja, hogy nem eléggé érdekes a közönség számára) a klasszikus burleszken át (fejre ejtett virágcserép, felrobbantott hősnő – persze nem esik baja, csak kormos lesz – lufiktól az égbe szálló komornyik, egymást üldöző szerelmesek) a szándékosan erőltetett szóviccekig: az egyik jelenetben a főszereplő Betty (Martha Raye) kezébe egy kellékes egy nagy jégtömböt nyom, amit sok-sok képkockán keresztül cipel magával, mígnem a félreértés következtében neki udvarló Pepi bókolni kezd neki: „Milyen csodálatosan ragyog a szeme / jege ma este.” (ice = jég, eyes = szemek, a két szó kiejtett formái között alig van különbség).
A Hellzapoppin' nem fél önironikusan reflektálni saját magára, a Broadway és Hollywood világára, valamint általában a filmkészítés folyamatára sem – a cselekmény végcéljaként színpadra vitt táncos revü önmaga paródiája lesz, mert a főszereplők az egyik fiatal érdekében, akiről tévesen azt hiszik, hogy egy arra nem érdemes nőbe szerelmes, szabotálni próbálják, a filmet készítő rendező pedig ostoba frázisokat pufogtat arról, hogy mi való a cselekménybe és mi nem („-Mi itt Hollywoodban mindent megváltoztatunk!” – mondja a sikeres forrásdarabról, Hollywoodba nem lehet csak úgy besétálni, mindenre kell a bennfentesek pecsétje és erőltetett elgondolásai). Rögtön a film első pár percében feltűnik a film forrásdarabjának egyik nélkülözhetetlen Monthy Python-szerű gegje, a minden visszatérése során jelentős növekedést produkáló facsemetével házaló, egy Mrs. Jones nevű üzletfelet kereső, a cselekményt alkalmatlanul megzavaró növénykereskedő vagy csomagfutár, az addigi gegektől és megszakításoktól már tajtékozó rendező elküldi, Olsen tájékoztatja, hogy „Kérjük távozzon, mi itt egy filmet készítünk!” – mire az azzal a szerény ellenvetéssel válaszol, hogy „Ez nézőpont kérdése.” – arra célozva, hogy pocséknak tartja a filmet.
A groteszk stílust fokozza, hogy a két főszereplő tudja, hogy csak filmben vannak (vagyis átlépik az ún. negyedik falat), kiszólnak a közönségnek („Történet a filmünkbe? Az minek? Ez a Hellzapoppin!”) – , az operatőrnek és a mozigépésznek, visszatekertetik a filmet, hogy az addigihoz képest teljesen átformáljanak egy jelenetet, melynek eredményeképp egy véletlenül és mágikus módon felrobbantott taxi lóvá változik; a kamera a fiktív helyszínről hirtelen átvált a filmet forgató stábra, hogy werkfilmet imitáljon, és a néző láthassa, hogy forgatják a filmet – persze a stáb is csak fiktív - ; a kezdő valóban pokolian kaotikus poénözön után a film készítéséről szóló szakmai tárgyalásba; melynek során a filmről szóló látványtervek mágikus módon mozgóképpé változnak, s amikor a rendező „beleírja” a főszereplőket a filmben forgó filmbe, azaz tájékoztatja őket, hogy az ő forgatókönyve szerint maguk is részei a történetnek, akkor a két főszereplő meglátja magát a vásznon, felkiáltva, hogy ki az a két röhehes alak és hogy kerül oda. Az elindított cselekményszálakat (pl. egy szerelmi történetet) virtuózan akrobatikus dal-és táncbetéttel szakítanak meg, és nem fejezik be igazán, közben az egyik gyereknézőt a főszereplő kiküldi a nézőtérről, mert a dalbetét csókkal végződik. A film a poénok, effektek, trükkök széles tárházát vonultatja fel minden minőségben és mennyiségben – a legabszurdabb és legzseniálisabb trükk valószínűleg az a jelenet, melynek során a filmszalag megakad illetve megszalad, a szereplők megrekednek egy-egy filmkockában, és a gépésszel vállvetve fizikai küzdelmet folytatnak a filmkockák keretei „ellen” azért, hogy a néző visszakapja a szokványos filmvetítés folyamatát.  A Hellzapoppin szereplői nemcsak hogy a negyedik falat lépik át, de a falnak a falát és annak a falát is, ugyanis legalább három dimenzióban fut a film: 1. A film, amit a „nem fiktív” mindenkori nézők ténylegesen látnak; 2. Ebben a filmben Louie, a gépész rögtön  film elején befűzi a lejátszóba a filmszalagot, és panaszkodik, hogy ő vetítőmester és nem akar színész lenni; a filmben tehát fut egy film, amit Louie és testes barátnője lát és a szereplők utasítására illetve saját kénye-kedve szerint manipulál; illetve ebben a filmben folyik a film elkészítése ; 3. Ebben a filmben-filmben levetítik az elkészített filmet is, ami a musical elkészítéséről szól.   
Maguk a táncjelenetek is ugyanolyan pergőek és látványosak, hellzapoppinosak, mint a film. A jelenetekben sokszor véletlenszerű, de időnként visszatérő statiszták jelennek még és ordibálnak be különféle poénokat, a helyszín egy filmstúdióból a pokolra, onnan egy börtönbe, onnan egy tizenhetedik századinak látszó szalonba, onnan egy ajtón át a sarkvidékre vált, mindenféle szorosabb kauzális kapcsolat és realitás nélkül, de végig őrizve a cselekmény látszatát vagy ígéretét.

### Inspirációk
A musicalben és a filmben is szerepel egy virtuózan akrobatikus lindy hop-táncjelenet, amelyet a híres Whitey's Lindy Hoppers tánccsoport adott elő, a korszak egyik elismert zenekara, a Slim and Slam zenéjére – Tutti Frutti c. daluk Little Richard feldolgozásában vált halhatatlanná. A színdarabban a Hoppers a Jumping at the Woodside c. jazz-dalra táncolt, ez a filmbe jogi okok miatt nem kerülhetett be, emiatt a filmben egy külön erre a célra konstruált kísérőzenére táncolnak. A betétet, amelyet Frankie Manning koreografált,  sokan minden idők egyik legzseniálisabb táncos produkciójának tartják. 
A modernebb alkotások közül sok tekintetben leginkább a Monty Python-csoport abszurdabb filmjeire (elsősorban a tévésorozatra vagy az Élet értelme c. alkotásra) emlékeztet – különösen jellegzetes a helyszínek véletlenszerű átváltása egymásba, vagy a random szereplők felbukkanása. Egyértelmű a hasonlóság a Marx testvérek filmjeivel: Nat Perrin írói karrierje Groucho Marxnál kezdődött, több filmjüket is ő írta (például Majomságok, Kacsaleves, Botrány az áruházban). Később producer lett: az 1964-es Addams Family tv-sorozat az ő ötlete volt. A Hellzapoppin’ több nagy vígjátékot is inspirált, például a Csupasz pisztoly sorozatot.
A színpadon később többször is előadták, volt, hogy Jerry Lewis szereplésével a 80-as, 90-es években, kevés sikerrel.

## Szereplők
- John Sigvard „Ole” Olsen – Ole Olsen
- Harold Ogden „Chic” Johnson – Chic Johnson
- Martha Raye – Betty Johnson
- Hugh Herbert – Quimby
- Jane Frazee – Kitty Rand
- Robert Paige – Jeff Hunter
- Mischa Auer – Mischa Aurer / Pepi herceg
- Richard Lane – Director (a Rendező)
- Lewis Howard – Woody Taylor
- Clarence Kolb – Andrew Rand
- Nella Walker – Mrs. Rand
- Shemp Howard – Louie (mozigépész)
- Elisha Cook Jr. – Harry Selby (az Író)
- Frank Darien – Man calling for Mrs. Jones
- Catherine Johnson – Lena, Lady looking for Oscar

### Adatbázisok
- Hellzapoppin’ a PORT.hu-n (magyarul)
- Hellzapoppin’ az Internet Movie Database-ben (angolul)
- Hellzapoppin’ a Rotten Tomatoeson (angolul)
- Hellzapoppin’ a Box Office Mojón (angolul)